# 더 초이스
《더 초이스》(영어: The Choice)은 2016년 미국의 로맨스 영화로, 니컬러스 스파크스의 동명의 소설을 원작으로 하는 영화이다.

## 캐스팅
- 벤저민 워커 - 트래비스 파커 역
- 테리사 파머 - 개비 홀랜드 역
- 매기 그레이스 - 스테퍼니 파커 역
- 알렉산드라 다다리오 - 모니카 역
- 톰 웰링 - 라이언 매카시 박사 역
- 톰 윌킨슨 - 솁 박사 역
- 윌버 피츠제럴드 - 홀랜드 아버지 역
- 브렛 라이스 - 매카시 박사 역